# Cissampelos torulosa
Cissampelos torulosa là một loài thực vật có hoa trong họ Biển bức cát. Loài này được E.Mey. ex Harv. & Sond. mô tả khoa học đầu tiên năm 1860.